# Дворец Поцеев
Дворе́ц Поце́ев (лит.  Pociejų rūmai) — двухэтажный дворец с чертами архитектуры Ренессанса, классицизма и историзма в Старом городе Вильнюса на улице Доминикону (Dominikonų g. 11). Комплекс зданий дворца охраняется государством; код в Регистре культурных ценностей Литовской Республики 280 . В настоящее время во дворце располагается закрытое акционерное общество „Vilniaus vandenys“.

## История
Дворец был построен в конце XVII века Андреем Войной на месте трёх прежних домов (два при улице, третий в стороне) . Упоминание о большом доме, стоявшем на этом месте, датируется 1600 годом. Его в 1612 году Евстафий Волович продал королевскому златокузнецу Михаилу Бретшнейдеру. В 1668 году здание принадлежало виленскому подвоеводе Александру Войне-Ясенецкому. По другим сведениям, владельцем дома был сын Александра Андрей Войно-Ясенецкий.
В инвентаре имущества Андрея Войны-Ясенецкого 1698 года упоминается большой дворец с репрезентативным въездом с Доминиканской улицы и хозяйственным входом с улицы Стеклянной. 
Дворец в 1700 году унаследовала Тереза Бжостовская, урождённая Войно. В документе 1704 года здание названо каменным домом Войны, однако он принадлежал мстиславскому каштеляну Константину Бенедикту Бжостовскому (1682—1722), женатому на дочери Андрея Войны. Рано став вдовой, Тереза Бжостовская вышла замуж за трокского воеводу Александра Поцея. 

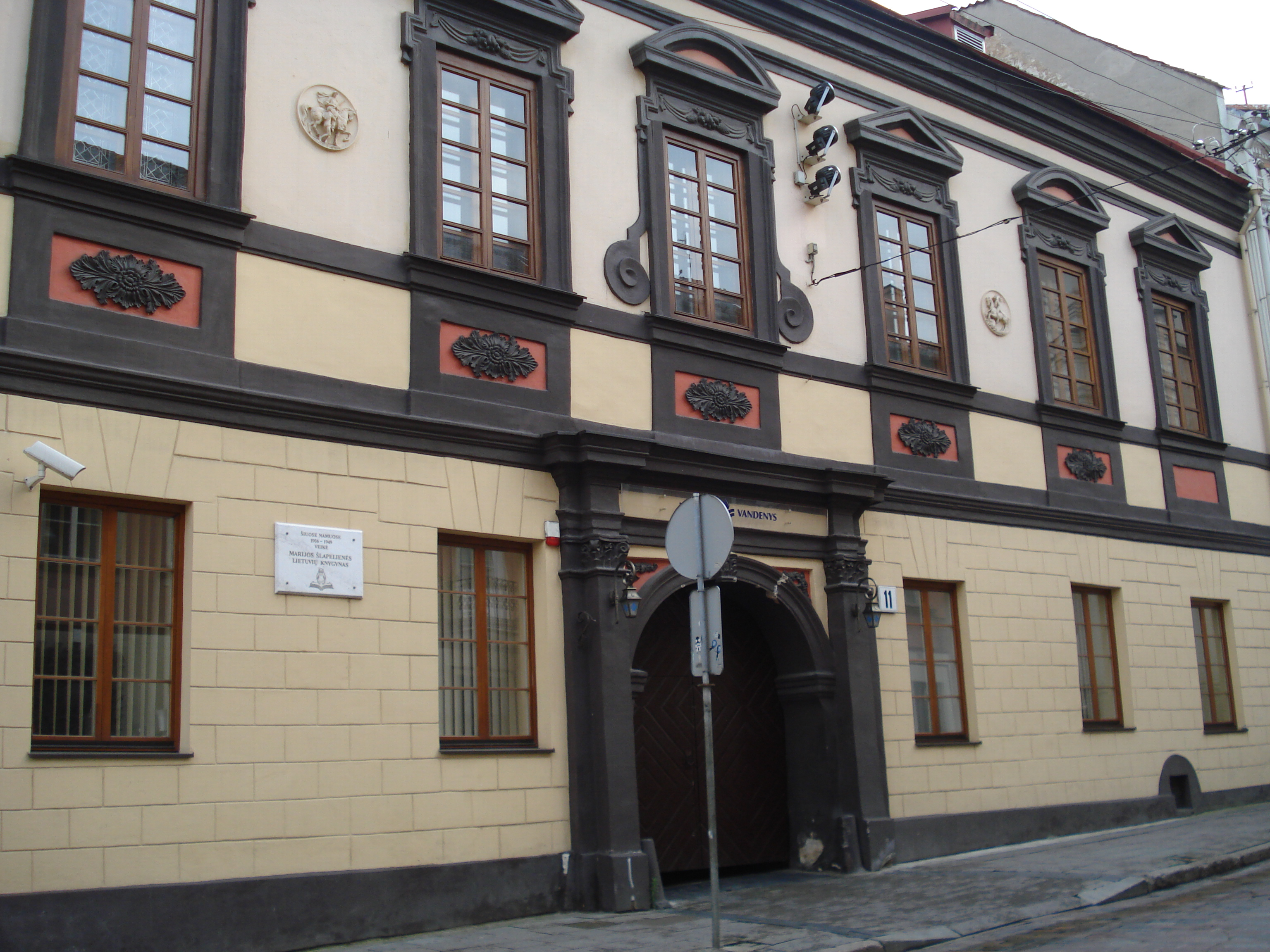
Главный фасад дворца

Дворец пострадал от пожара в 1748 году, после чего он был отстроен и расширен. В 1770 году дворец унаследовал Людвик Поцей, а год спустя, после его смерти, — младший брат Леонард Поцей (около 1730—1774). В 1774 году владельцем дворца стал сын Леонарда Поцея Александр Михал Поцей (1774—1846). 
При реконструкции в конце XVIII века дворец здание обрело черты классицизма. Во время восстания 1794 года здесь скрывался противник Конституции 3 мая и сторонник России последний гетман Великого княжества Литовского Шимон Мартин Коссаковский. Повстанцы нашли Коссаковского на чердаке и на следующий день повесили на Ратушной площади.
После восстания 1831 года дворец Поцеев был конфискован российскими властями. Во второй половине XIX века дворец принадлежал графу Казимиру Умястовскому, с 1887 года — его сыну Владиславу Умястовскому. Он продал этот дворец и дворец на Троцкой улице своей жене Янине Умястовской. 

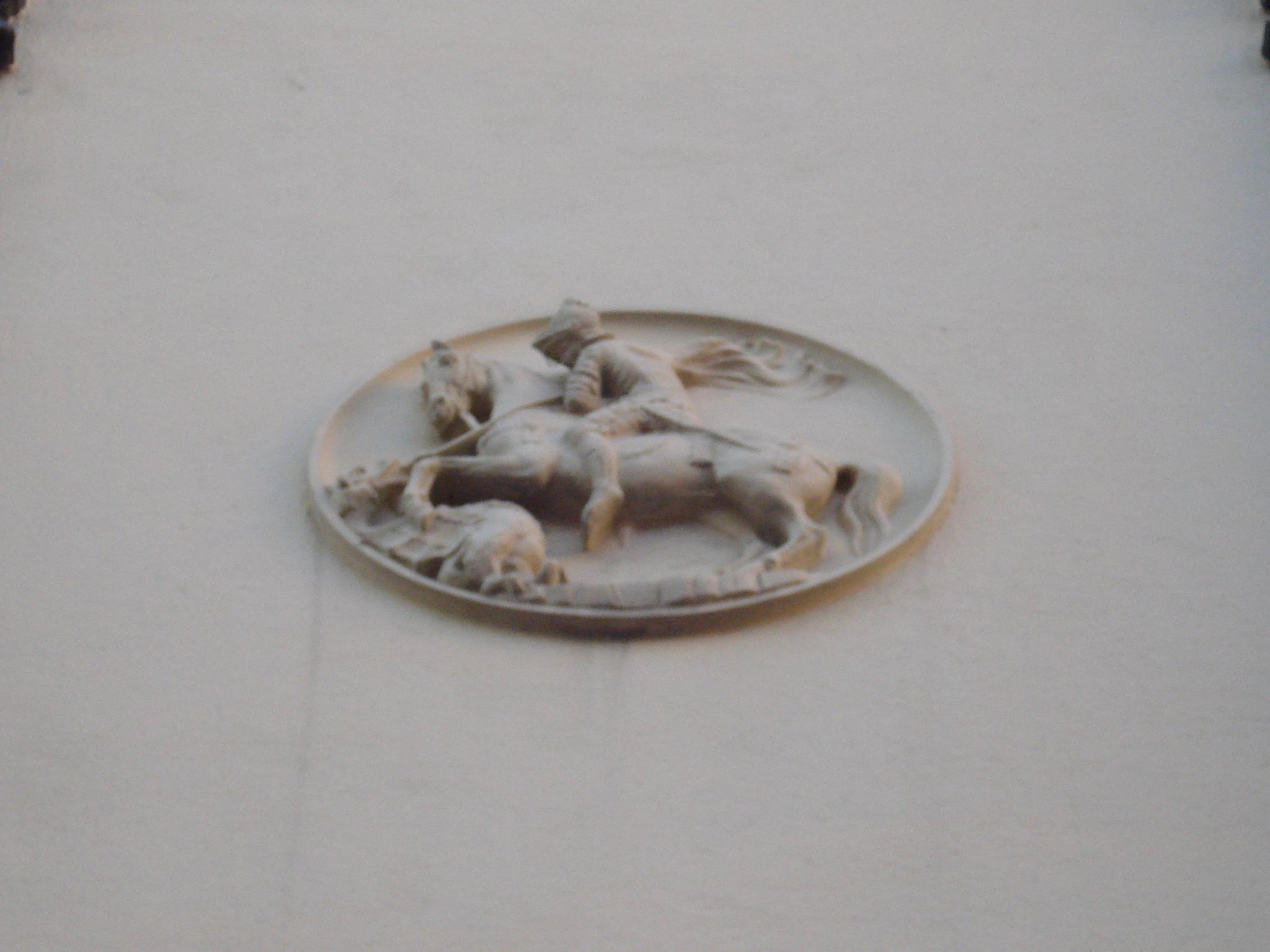
Барельеф с изображением святого Георгия

В 1914 году была проведена ещё одна реконструкция, при которой во дворе был построен флигель, увеличены окна и двери фасада. Здесь в 1906—1945 годах работал магазин литовских книг Марии Пясецкой-Шлапялене, Юргиса Шлапялиса и Эляны Бразайтите. Магазин посещали Жемайте, Вайжгантас, Лаздину Пеледа, Винцас Капсукас и другие писатели и деятели литовской культуры. До Первой мировой войны магазин Шлапялисов снабжал литовскими книгами не только жителей Литвы, но и литовцев Санкт-Петербурга и Москвы. Янина Умястовская в этом дворце не жила, оставаясь владелицей до 1940 года, когда здание было национализировано советскими властями.
После Второй мировой войны в этом здании работало журнально-газетное издательство ЦК комсомола Литвы, банно-прачечный трест и трест водоканал. 
В 1968—1973 годах была проведена реконструкция по проекту архитектора Антанаса Кунигелиса. После реконструкции в здании располагалось Вильнюсское территориальное управление водопровода и канализации. Ныне дворец занимает закрытое акционерное общество „Vilniaus vandenys“).

## Архитектура

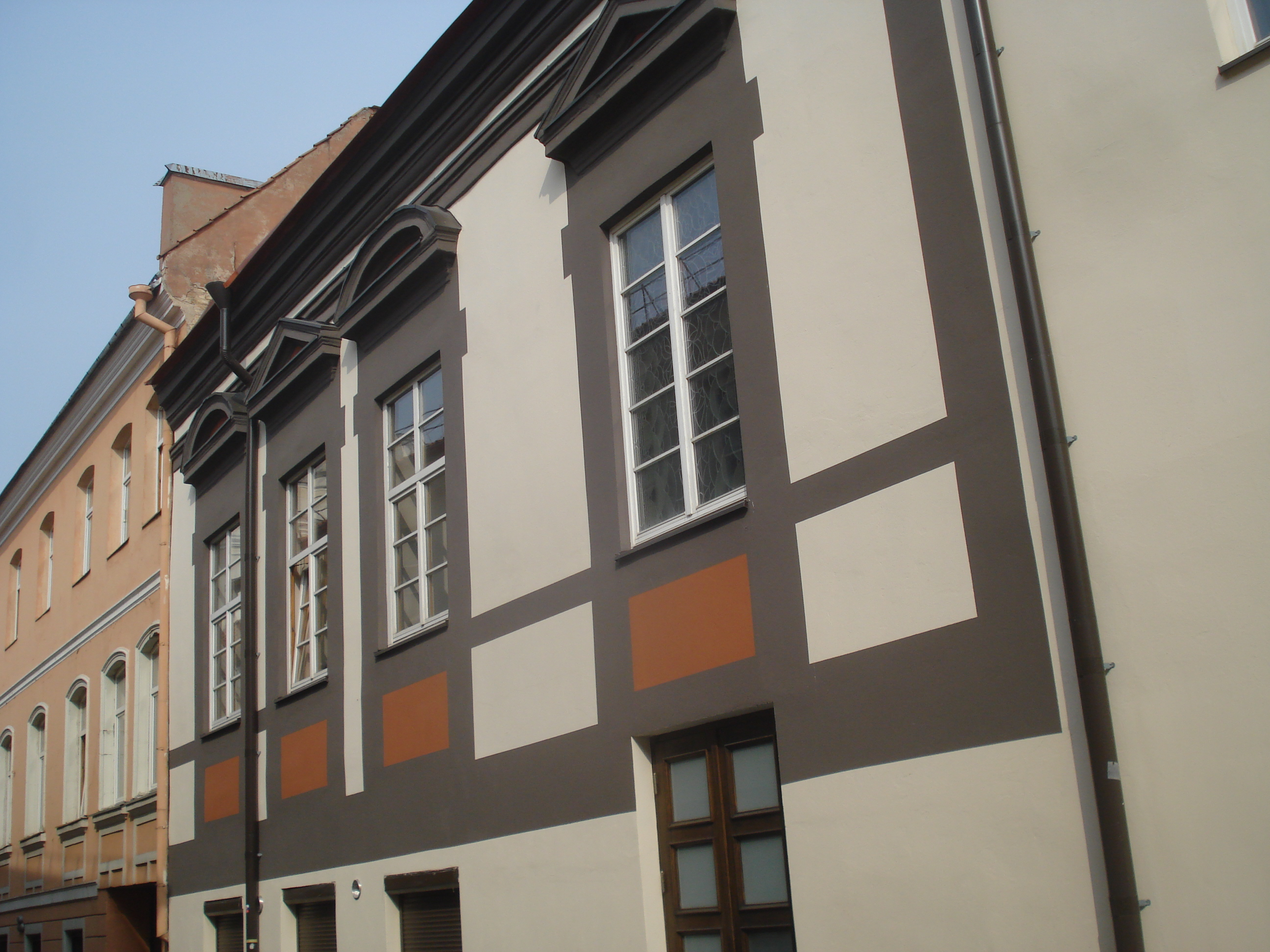
Юго-западный фасад. Улица Стиклю

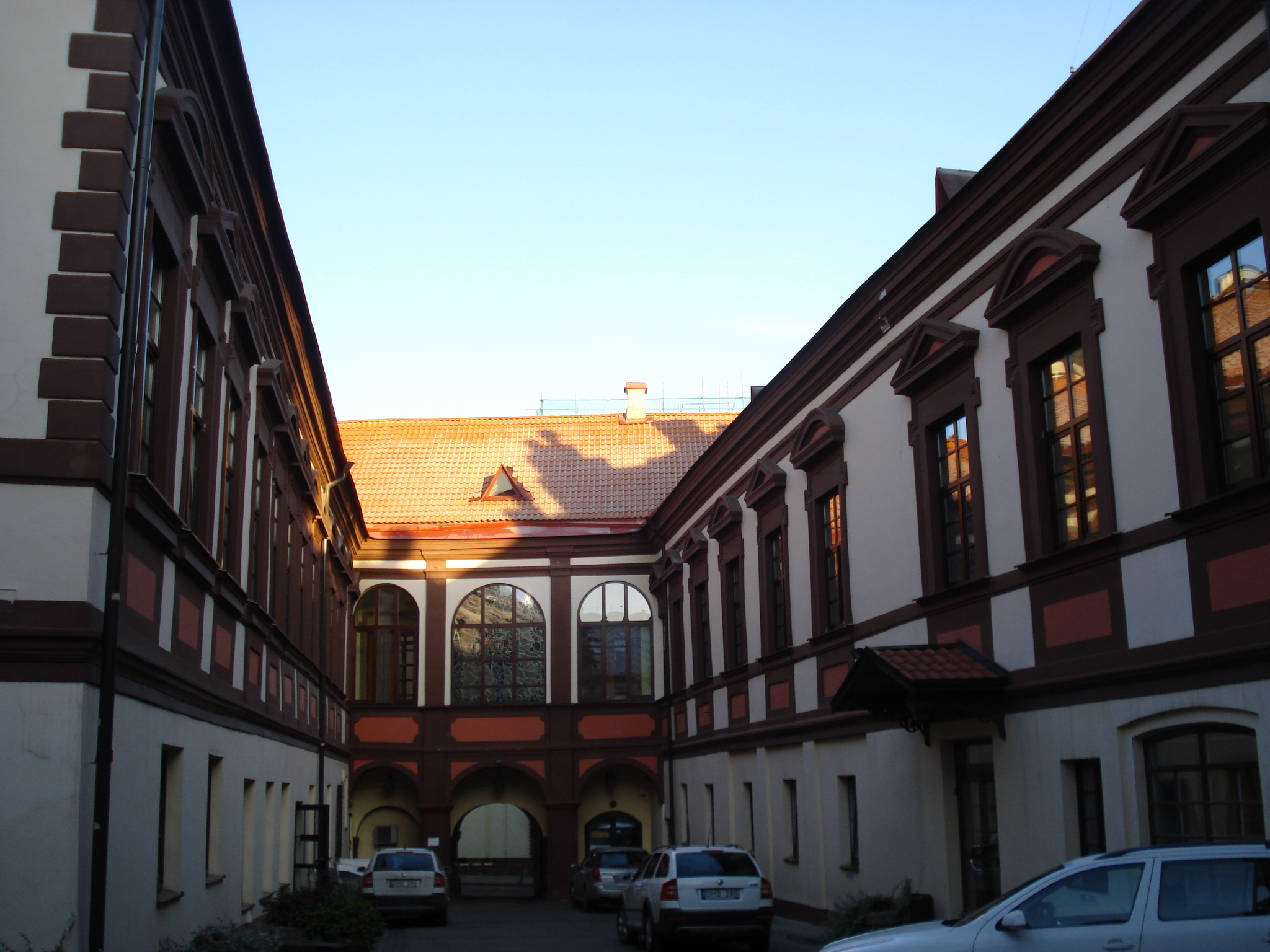
Внутренний двор

Двухэтажные корпуса (главный и южный) окружают закрытый прямоугольный двор с въездом с улицы Доминикону. Северо-западный фасад главного северо-западного корпуса выходит на южную сторону улицы Доминикону. Юго-западный фасад южного корпуса выходит на западную сторону улицы Стиклю. 
Стены сложены из кирпича и покрыты штукатуркой разных цветов. Крыша крыта черепицей. В декоре строго симметричного главного фасада сочетаются элементы разных стилей — ренессанса, барокко, классицизма. Первый этаж отделан рустом. Декоративная полоса между первым и вторым этажами под окнами второго этажа украшают рельефы с растительными мотивами. 
Между окнами располагаются два небольших медальона с барельефами, изображающими всадников — слева святого Мартина, справа святого Георгия. Портал с аркой обрамляют пилястры и антаблемент. Центральное окно над порталом украшают волюты. Цветовое оформление фасада присуще раннему барокко. Во дворе главного корпуса двухэтажная галерея с застеклёнными аркадами. Фасады двора декорированы в том же стиле, что и главный, но без рельефов. Декор фасадов южного корпуса намного скромнее.